# Xã Model, Quận Mountrail, Bắc Dakota
Xã Model (tiếng Anh: Model Township) là một xã thuộc quận Mountrail, tiểu bang Bắc Dakota, Hoa Kỳ. Năm 2010, dân số của xã này là 61 người.